# Bombay Stock Exchange
Bombay Stock Exchange (inițial cunoscută sub denumirea de Bombay Stock Exchange Ltd.) este cea mai veche bursă din Asia, fiind fondată în 1875, situată pe strada Dalal, Mumbai. 
BSE este cea de-a zecea cea mai mare bursă din lume, cu o capitalizare globală de piață de peste 4.9 trilioane USD în aprilie 2018.

## Istorie
Bursa din Bombay a fost înființată de Premchand Roychand.. A fost unul dintre cei mai influenți oameni de afaceri din Bombay din secolul al XIX-lea. Un bărbat care a făcut o avere în afacerea de brokeraj și a ajuns să fie cunoscut sub numele de Regele de Bumbac, Regele Bullion sau doar Big Bull. El a fost și fondatorul Native Share and Stock Brokers Association, o instituție cunoscută acum ca BSE.
BSE este, de asemenea, un schimb de parteneriat al inițiativei Națiunilor Unite privind bursa durabilă, care se alătură în septembrie 2012.
BSE a format India INX la 30 decembrie 2016. India INX este primul schimb internațional din India .
BSE lansează contractul cu instrumente derivate pe bază de mărfuri în aur, argint.